# Profase

Esquema de la profase.

La profase es la primera fase de la mitosis y de la meiosis. En ella se produce la condensación de todo el material genético (ADN), que normalmente existe en forma de cromatina condensada dentro de una estructura altamente ordenada llamada cromosoma y el desarrollo bipolar del huso acromático.
Uno de los hechos más temprana de la profase en las células animales es la migración de dos pares de centríolos hacia extremos opuestos de la célula. Se necesita un debido núcleo para realizar su función de condensación.

## Mitosis
La mitosis es el período durante el cual los cromosomas se pueden reconocer fácilmente en el núcleo, se tornan evidentes al condensarse la cromatina nuclear. Cada cromosoma consta de dos cuerpos idénticos o cromátidas en forma de bastón y unidos entre sí por una estructura conocida como el centrómero. En la profase los pares de centriolos se separan hacia los polos opuestos. A medida que se separan, aparecen unas fibras que forman una estructura en forma de huso. Éstas, conocidas en conjunto como áster, parten de los centríolos irradiando hacia afuera. A su vez desaparece el nucléolo y la envoltura del núcleo se desintegra.
La profase dura aproximadamente un 40% del tiempo total de la mitosis. Implica una serie de cambios tanto morfológicos como en el estado físico-químico de la célula. Esta etapa de la mitosis típica se puede observar utilizando técnicas inmunocitoquímicas y una serie de anticuerpos, en donde ocurren los siguientes cambios intracelulares:
- Una desorganización y reorganización del cito esqueleto
- Dispersión de la actina y miosina por toda la célula
- Fragmentación y reorganización de los micro túbulos con el fin de formar el huso acromático
- Los cromosomas aparecen como delicados filamentos extendidos o enrollados dentro de la esfera nuclear, proceso conocido como condensación cromosómica

## Meiosis
Durante la meiosis ocurren dos procesos sucesivos de división: Meiosis I y Meiosis II. La Meiosis I, está dividida en Profase I, Metafase I, Anafase I y Telofase I. Meiosis II, lo está en Profase II, Metafase II, Anafase II Telofase II y Citocinesis.
La Profase I a su vez se subdivide en :
- Leptoteno: en esta etapa los cromosomas son reconocibles al microscopio óptico, aunque los cromosomas se han replicado en una fase muy temprana no hay indicios de que estos estén formados por dos cromátides hermanas, situación que se hace visible al utilizar un microscopio electrónico.

- Zigoteno: en este punto de la Profase I ocurre la sinapsis (meiosis) de los cromosomas homólogos y se forman los quiasmas sinápticos

- Paquiteno: la estructura resultante se denomina tétrada o bivalente por estar formada por las dos cromáticas de cada cromosoma, y, por lo tanto, cuatro en total. En este punto puede presentarse el fenómeno de entrecruzamiento cromosómico o crossing-over: durante el entrecruzamiento, un fragmento de una cromática puede separarse e intercambiarse por otro fragmento de su correspondiente homólogo.

- Diploteno: los cromosomas, después del "crossing-over", quedan unidos por puntos de contacto llamados quiasmas.

- Diacinésis: los quiasmas se desplazan hacia los extremos de los cromosomas.

La Profase II es de corta duración. Desaparecen la envoltura nuclear y el nucléolo. Los cromosomas comienzan a condensarse. Se forma el huso acromático entre los centriolos, que se han desplazado a los polos.
- Datos: Q6013254
- Multimedia: Prophase / Q6013254